# Bêkou
Singles
1. Gadji Koyo

Bêkou est le premier album studio de la chanteuse centrafricaine Idylle Mamba, sorti en mars 2013. Le titre signifie espoir en sango, une langue centrafricaine,.

## Pistes
| No  | Titre          | Auteur | Producteur(s) | Durée |
| --- | -------------- | ------ | ------------- | ----- |
| 1.  | Gadji koyo     |        |               | 4:21  |
| 2.  | Wa nzin        |        |               | 4:38  |
| 3.  | Nara           |        |               | 4:07  |
| 4.  | Diyin          |        |               | 3:47  |
| 5.  | Karne ma       |        |               | 4:05  |
| 6.  | Naza           |        |               | 3:50  |
| 7.  | Petite fille   |        |               | 3:59  |
| 8.  | Elle           |        |               | 4:42  |
| 9.  | Maman          |        |               | 4:10  |
| 10. | Dok sala       |        |               | 3:39  |
| 11. | Guènè na sesse |        |               | 7:19  |
| 12. | Sango et vous  |        |               | 4:56  |